# Mjöskäret och Skogsskäret
Mjöskäret och Skogsskäret är en ö i Finland. Den ligger i Norra kvarken och i kommunen Korsholm i den ekonomiska regionen  Vasa i landskapet Österbotten, i den västra delen av landet. Ön ligger omkring 16 kilometer nordväst om Vasa och omkring 380 kilometer nordväst om Helsingfors.
Öns area är 34 hektar och dess största längd är 1,1 kilometer i nord-sydlig riktning.

## Klimat
Inlandsklimat råder i trakten. Årsmedeltemperaturen i trakten är 4 °C. Den varmaste månaden är augusti, då medeltemperaturen är 16 °C, och den kallaste är februari, med −6 °C.